# Ситенька
Си́тенька  (Ситенка) — річка в Україні, у межах Дубенського району Рівненської області та Бродівського району Львівської області. Права притока Слонівки (басейн Прип'яті).

## Опис
Довжина річки 26 км, площа басейну 162 км². Долина коритоподібна, завширшки до 2 км, завглибшки до 10 м. Заплава двостороння (завширшки до 500 м), у середній та нижній течії заболочена. Річище звивисте, завширшки 5—10 м, у верхів'ї часто пересихає, у пониззі на окремих ділянках випрямлене. Похил річки 1,1 м/км. Споруджено кілька ставків. В середній частині річка тече лісистою місцевістю і залишилась майже незіпсованою втручанням людини.

## Розташування
Ситенька бере початок на північній околиці села Гайки-Ситенські. Тече в межах Бродівської рівнини на північний захід, захід та (у пригирловій частині) південний захід. Впадає до Слонівки на південь від села Корсова.
Притоки: меліоративні канали (у пониззі).